# Sit on My Face
Sit on My Face è una breve canzone/sketch dei Monty Python registrata nell'album Monty Python's Contractual Obligation Album e cantata anche nel film Monty Python Live at the Hollywood Bowl.

## La canzone/sketch
La canzone è la parodia di Sing as We Go di Gracie Fields. Il testo è pieno di riferimenti legati al sesso (es: "life can be fine if we both 69", ovvero "la vita può essere bella se facciamo un 69").
Nell'album Monty Python Live at the Hollywood Bowl, la canzone è cantata da quattro membri dei Python vestiti da camerieri e, dopo aver finito di cantare, fanno un inchino e se ne vanno e si può vedere che in realtà avevano le natiche scoperte.